# Плевенски кон
Вижте пояснителната страница за други значения на Кон.
Плевенски кон е местна за България, но слабо разпространена полукръвна спортна порода коне създадена в резултат на многогодишна селекция.

## История
Началото на създаването на породата започва през 1895 г. заедно с откриването на конезавода „Клементина“ край Плевен и продължава в началото на XX век. В създаването ѝ са използвани за разплод местни подобрени, делиормански, полукръвни и англоарабски кобили. Използваните мъжки разплодници са от породите арабски, англоарабски, полукръвни. След 1910 г. са включени и жребци от австро-унгарската порода Гидран. Последните имат най-голям принос в налагането на качествата си в породата. В миналото плевенските коне са използвани предимно за селскостопанска работа и за нуждите на армията. Заедно с Източнобългарския кон плевенската порода коне е призната през 1951 година.

## Разпространение
Днес породата е доста слабо разпространена. Според някои дори е достигнала своя критичен минимум и се налага вземането на спешни мерки за запазването ѝ. Кобили от породата днес се отглеждат в няколко частни стопанства около Плевен.

## Описание
Цветът на космената покривка е алест със златист оттенък. По екстериорни качества конете от породата се доближават до тези от породата Гидран. Височината при холката е 160-163 cm. Притежава здрава конституция и хармонично телосложение. Главата е средно голяма с добре развити очни орбити. Шията е права, дълга и добре замускулена. Гърбът и поясницата са прави, широки и къси. Крайниците са сухи и здрави с добре изразени стави и сухожилия.
Породата спада към ездово-впрегнатия тип коне. Плевенските коне притежават добри стопански качества и отлични способности в спортните дисциплини висша езда и прескачане с препятствия. Движенията са плавни и красиви, което подсилва красотата на породата. Темпераментът на конете е жив и енергичен, често буен.